# Jules Monsallier
Jules Monsallier (* 23. Januar 1907 in Boulogne-Billancourt; † 4. September 1972) war ein französischer Fußballspieler.

## Vereinskarriere

### Anfänge in Paris (bis 1933)
Monsallier stammte aus der Umgebung der französischen Hauptstadt Paris und begann seine Laufbahn im jungen Erwachsenenalter beim Stade Français. Eine landesweite Profiliga bestand damals zwar noch nicht, dennoch zählte der Klub zu den stärksten des Landes und erreichte 1928 unter Mitwirkung des Nachwuchsspielers das Halbfinale des französischen Pokalwettbewerbs. Persönlich erreichte der rechte Flügelspieler in dieser Zeit seine erste Berufung in die Nationalelf. Noch im selben Jahr wechselte er an den Pariser Stadtrand zu Red Star Olympique. Auch dieser Verein hatte eine gewisse Bedeutung und zählte 1932 zu den Gründungsmitgliedern der Division 1, welche als frankreichweite erste Liga eingeführt wurde und den Profifußball begründete. Deren erste Spielzeit 1932/33 erlebte Monsallier allerdings nicht bei Red Star, da er unmittelbar zuvor zum ebenfalls der Liga angehörenden Club Français Paris wechselte. Bei diesem bestritt er in der Premierensaison lediglich acht Partien und erzielte dabei fünf Treffer. Die Mannschaft stieg 1933 ab und Monsallier wechselte an die Mittelmeerküste zum FC Sète.

### Titelgewinne in Sète (1933–1937)
Beim Erstligisten FC Sète avancierte Monsallier in der Saison 1933/34 sofort zum Stammspieler und erzielte im Verlauf seines ersten Jahres in der Mittelmeerstadt neun Treffer. Seine Mannschaft setzte sich insbesondere durch eine außergewöhnliche Stärke vor heimischem Publikum an die Tabellenspitze und konnte letztlich mit knappem Vorsprung auf die Verfolger SC Fives, Olympique Marseille und Olympique Lille die Meisterschaft gewinnen. Daneben schaffte sie den Einzug ins französische Pokalendspiel 1934, in welchem sie sich unter Mitwirkung Monsalliers durch zwei Treffer von István Lukács mit 2:1 durchsetzen konnte. Damit waren in einem Jahr zwei Titelgewinne gelungen, die für den Rechtsaußen Monsallier die einzigen seiner Laufbahn blieben.
Seinen Stammplatz konnte der Offensivakteur in den darauffolgenden Spielzeiten behaupten, blieb mit Sète 1935 allerdings deutlich hinter einer möglichen Titelverteidigung zurück und wurde nur Vierter. In den darauffolgenden Jahren rutschte die Mannschaft sogar ins Mittelfeld der Tabelle ab und in der Saison 1936/37 büßte er auch seine Rolle als fester Teil der Stammelf ein. Er wechselte 1937 zum Zweitligisten Toulouse FC, womit er sich nach 102 Partien mit 28 erzielten Toren aus der ersten Liga verabschiedete.

### Letzte Profistationen in Toulouse und Nizza (1937–1939)
Beim Toulouse FC blieb Monsallier lediglich für die Dauer der Spielzeit 1937/38. Er wechselte anschließend zum Zweitligarivalen OGC Nizza, bei dem er Stammspieler wurde und ebenso wie zuvor mit Toulouse eine Platzierung im Tabellenmittelfeld belegte. 1939 führte der Beginn des Zweiten Weltkriegs zur Einstellung des regulären Spielbetriebs, womit die Spielerlaufbahn des 32-Jährigen endete. In den letzten beiden Jahren hatte er 53 Zweitligaspiele bestritten und elf Treffer erzielt.

### Stationen
- bis 1928: Stade Français
- 1928 bis 1932: Red Star Olympique
- 1932 bis 1933: Club Français Paris
- 1933 bis 1937: FC Sète
- 1937 bis 1938: FC Toulouse
- 1938 bis 1939: OGC Nizza

## Nationalmannschaft
Am 17. Mai 1928 erreichte der damals 21-jährige Monsallier bei einer 1:5-Niederlage gegen England sein Debüt in der französischen Nationalmannschaft. Nur wenige Tage später begann das olympische Fußballturnier 1928, bei dem Frankreich allerdings in der ersten Runde ausschied und er nicht zum Einsatz kam. Nach fast dreijähriger Unterbrechung lief er bei einem 1:0-Sieg über Deutschland nochmals für das Nationalteam auf und bestritt am 12. Januar 1936 bei einem 1:6 gegen die Niederlande ein weiteres Länderspiel. In der Bilanz war er in einem Gesamtzeitraum von fast acht Jahren für die französische Auswahl zum Einsatz gekommen, hatte aber nicht mehr als drei Länderspiele bestritten. Ein eigener Torerfolg gelang ihm in deren Verlauf nicht.